# Wife or Country

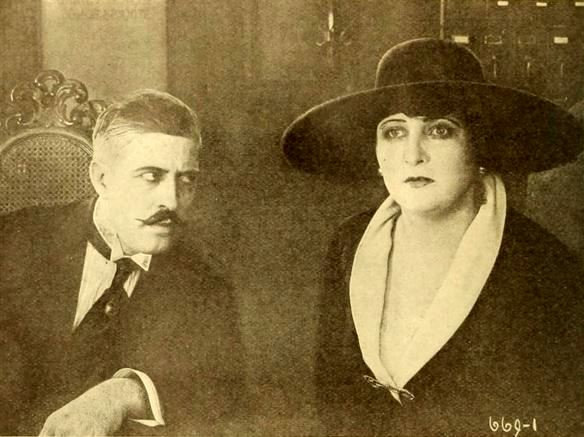
Harry Mestayer et Gloria Swanson dans une scène du film.

Wife or Country est un film américain réalisé par E. Mason Hopper, sorti en 1918. C'est le troisième film d'une trilogie patriotique et anti-allemande.

## Synopsis
Une espionne allemande, Gretchen Barker, s'est mariée à Dale Barker, un ancien alcoolique, qui est tombé amoureux de sa secrétaire Sylvia Hamilton qui l'aime, mais démissionne en raison de son mariage, et va travailler pour le chef d'un réseau d'espionnage.

## Fiche technique
- Réalisation : E. Mason Hopper
- Scénario : Harry Mestayer, Charles J. Wilson
- Photographie : Clyde Cook
- Genre : Film d'espionnage[2]
- Distributeur : Triangle Film Corporation
- Durée : 5 bobines
- date de sortie : 29 décembre 1918

## Distribution
- Harry Mestayer : Dale Barker
- Gretchen Lederer : Gretchen Barker
- Gloria Swanson : Sylvia Hamilton
- Jack Richardson : Dr. Meyer Stahl
- Charles West : Jack Holiday